# Stefaan De Clerck

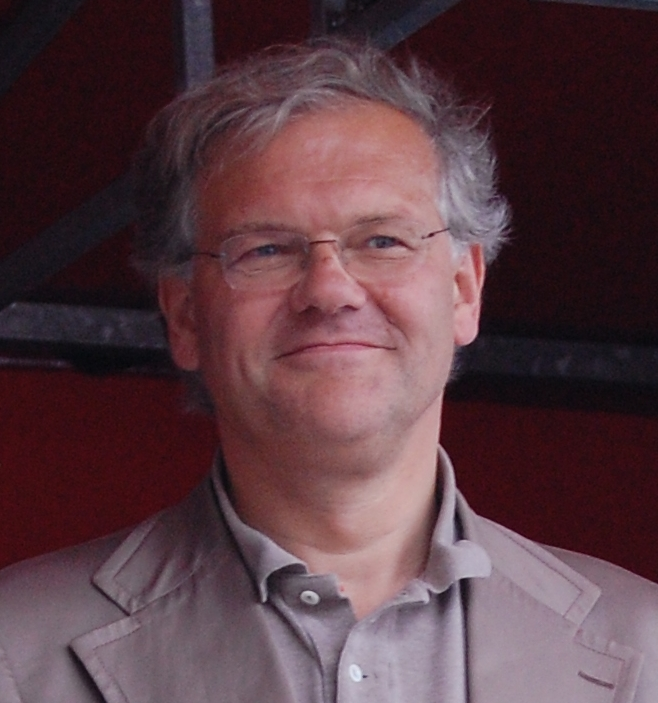
Stefaan De Clerck en 2008

Stefaan Maria Joris Yolanda De Clerck (nacido  el 12 de diciembre de 1951 en Cortrique) es un político belga flamenco, exministro de Justicia, miembro del partido Cristiano Demócrata y Flamenco (en neerlandés: Christen-Democratisch en Vlaams, CD&V) y otrora  Alcalde (Burgemeester) de Cortrique.

## Biografía
Stefaan De Clerck es hijo del otrora ministro Albert De Clerck, también miembro del CD&V.
Estudió Derecho en la Katholieke Universiteit Leuven - Campus Courtrai y en la Katholieke Universiteit Leuven, obtuvo el diploma en 1975.
Luego, hace entrada en la vida política. En 1990, es electo diputado. Desde 1992, es presidente de la Comisión de Asuntos Exteriores y Europeos de la Cámara de Representantes del Parlamento Belga.
En 1995, Stefaan De Clerck es nombrado Ministro de Justicia del Gabinete Dehaene II. Es autor del proyecto de ley por la abolición de la pena de muerte, adoptado en junio de 1996. Aunque la pena capital no se aplica en Bélgica desde 1950 (en estado de guerra, y desde 1867 en tiempo de paz), debe abogar por la abolición desde el verano de 1996, momento en que se hace público el affaire Dutroux, sonado caso de pedofilia. Dos años después, la breve evasión de Marc Dutroux lo lleva a la dimisión, al igual que a Johan Vande Lanotte, Ministro del Interior.

Tras su dimisión, Stefaan De Clerck retoma su escaño en la Cámara de Representantes, que ocuparía hasta su elección a la Alcaldía de Cortrique en 2001.

Mientras tanto, se convierte en presidente del CVP (en neerlandés: Christelijke Volkspartij, Partido Popular Cristiano) y se ocupa del cambio de nombre de su partido a CD&V. En 2003, dirige el partido en las elecciones federales belgas, que resultan un nuevo fracaso para el partido, relegado a la sombra del Partido Socialista Flamenco(sp.a), y lo mantienen en la oposición. Stefaan De Clerck cede entonces la presidencia de su agrupación política a Yves Leterme. En esas elecciones se gana un escaño de Senador, pero lo abandona en 2004 para sesionar en el Parlamento Flamenco.
En las elecciones federales de junio de 2007, es electo otra vez a la Cámara de Representantes.
Comprometido en la cooperación franco-belga, desde enero de 2008 es vicepresidente de la Eurometrópolis Lille-Kortrijk-Tournai.
El 30 de diciembre de 2008, es nombrado Ministro de Justicia en el Gobierno de Herman Van Rompuy. Ocupará el cargo hasta el 6 de diciembre de 2011, siendo remplazado por Annemie Turtelboom.

## Cargos
- 1990-1995 : Diputado en la Cámara de Representantes
- 1995-1998 : Ministro Federal de Justicia
- 1998-2001 : Diputado en la Cámara de Representantes
- 1999-2003 : Presidente de CD&V
- 2003-2004 : Senador
- 2004-2007 : Diputado en Parlamento Flamenco
- Desde 2001 : Alcalde (Burgemeester) de Cortrique (Kortrijk)
- Desde 2007 : Diputado en la Cámara de Representantes
- 2008-2011 : Ministro Federal de Justicia
- Desde marzo de 2009 : vicepresidente de la Eurometrópolis Lille-Kortrijk-Tournai.